# Herbst Cup C 2020
La Herbst Cup C 2020 è la 1ª edizione dell'omonimo torneo di football americano, organizzato dalla SAFV.
Il 15 marzo la SAFV ha annullato tutti i campionati a seguito della pandemia di COVID-19 del 2019-2021 e ha successivamente organizzato un torneo autunnale denominato "Herbst Cup" diviso in due: un torneo per le squadre di Lega Nazionale A e Lega B e un torneo per le squadre di Lega C. Le Herbst Cup non definiscono campioni nazionali.

## Squadre partecipanti
| Club                  | Città               | Stadio | Sponsor ufficiale | Risultato nella stagione 2019 |
| --------------------- | ------------------- | ------ | ----------------- | ----------------------------- |
| Emmen Dragons         | Buchrain            |        |                   |                               |
| Langenthal Invaders   | Langenthal          |        |                   |                               |
| Schaffhausen Sharks   | Sciaffusa           |        |                   | Quarto posto in Lega C        |
| Zurich State Spartans | Wangen-Brüttisellen |        |                   |                               |

## Stagione regolare

### Calendario

#### 1ª giornata
| 22 agosto 2020, ore 18:00 | Langenthal Invaders | 19 – 22 referto | Schaffhausen Sharks | \| Arbitro: \| Schwarz \| |
| Arbitro:                  | Schwarz             |                 |                     |                           |

| 22 agosto 2020, ore 18:00 | Zurich State Spartans | 41 – 0 referto | Emmen Dragons | \| Arbitro: \| Gerber \| |
| Arbitro:                  | Gerber                |                |               |                          |

#### 2ª giornata
| 30 agosto 2020, ore 14:00 | Schaffhausen Sharks | 12 – 2 referto | Emmen Dragons | \| Arbitro: \| Zwicker \| |
| Arbitro:                  | Zwicker             |                |               |                           |

#### 3ª giornata
| 5 settembre 2020, ore 18:30 | Emmen Dragons | 0 – 6 referto | Zürich State Spartans | \| Arbitro: \| Zwicker \| |
| Arbitro:                    | Zwicker       |               |                       |                           |

#### 4ª giornata
| 12 settembre 2020, ore 18:00 | Langenthal Invaders | 27 – 6 referto | Emmen Dragons | \| Arbitro: \| Gerber \| |
| Arbitro:                     | Gerber              |                |               |                          |

| 13 settembre 2020, ore 14:00 | Schaffhausen Sharks | 27 – 15 referto | Zürich State Spartans | \| Arbitro: \| Petschovsky \| |
| Arbitro:                     | Petschovsky         |                 |                       |                               |

#### 5ª giornata
| 20 settembre 2020, ore 14:00 | Schaffhausen Sharks | 21 – 14 referto | Langenthal Invaders | \| Arbitro: \| Gerber \| |
| Arbitro:                     | Gerber              |                 |                     |                          |

#### 6ª giornata
| 26 settembre 2020, ore 18:00 | Langenthal Invaders | 6 – 28 referto | Zürich State Spartans | \| Arbitro: \| Gerber \| |
| Arbitro:                     | Gerber              |                |                       |                          |

#### 7ª giornata
| 3 ottobre 2020, ore 18:30 | Emmen Dragons | 7 – 6 referto | Langenthal Invaders | \| Arbitro: \| Gerber \| |
| Arbitro:                  | Gerber        |               |                     |                          |

| 4 ottobre 2020, ore 14:00 | Zürich State Spartans | 28 – 0 referto | Schaffhausen Sharks | \| Arbitro: \| Petschovsky \| |
| Arbitro:                  | Petschovsky           |                |                     |                               |

#### Recuperi 1
| 10 ottobre 2020, ore 18:00 | Emmen Dragons | 0 – 20 referto | Schaffhausen Sharks | \| Arbitro: \| Fouillet \| |
| Arbitro:                   | Fouillet      |                |                     |                            |

| 10 ottobre 2020, ore 18:00 | Zürich State Spartans | 18 – 14 referto | Langenthal Invaders | \| Arbitro: \| Waldburger \| |
| Arbitro:                   | Waldburger            |                 |                     |                              |

### Classifica
La classifica della regular season è la seguente:
- PCT = percentuale di vittorie, G = partite giocate, V = partite vinte, P = partite perse, PF = punti fatti, PS = punti subiti
- La qualificazione alla finale è indicata in verde

| Pos. | Squadra               | PCT  | G | V | P | PF  | PS  |
| ---- | --------------------- | ---- | - | - | - | --- | --- |
| 1    | Zürich State Spartans | .833 | 6 | 5 | 1 | 122 | 47  |
| 2    | Schaffhausen Sharks   | .833 | 6 | 5 | 1 | 102 | 78  |
| 3    | Langenthal Invaders   | .167 | 6 | 1 | 5 | 86  | 88  |
| 4    | Emmen Dragons         | .167 | 6 | 1 | 5 | 15  | 112 |

## I Finale
| 17 ottobre 2020 | Zürich State Spartans | 14 – 3 | Schaffhausen Sharks |  |

## Verdetti
- Zürich State Spartans Vincitori della Herbst Cup C 2020